# Radio Herz
Radio Herz war ein deutschsprachiger privater Hörfunksender in Kanada. Er war seit dem 1. November 1998 auf Sendung und wurde von der German Broadcast Inc. betrieben. Seit 1. März 2010 befand sich der Sender in Waterloo (Ontario), das bisherige Sendestudio in Oakville (Ontario) wurde aufgegeben, nachdem das Industriegebäude vom Eigentümer verkauft wurde. Zum 31. Dezember 2023 wurde nach fünfundzwanzig Jahren der Sendebetrieb eingestellt.
Radio Herz, das sich als „Heimatsender“ bezeichnete, sendete ein 24-stündiges Unterhaltungsprogramm mit Volksmusik, Schlagern und Nachrichten. Bei den Mitarbeitern dieser Station handelte es sich überwiegend um Deutsche, die seit vielen Jahren in Kanada lebten, aber auch in Deutschland, Österreich und der Schweiz wurden Sendungen produziert.
Nach eigenen Angaben war Radio Herz über Kabel (Rogers), Satellit (Bell ExpressVu) und Internet zu empfangen. Radio Herz war über die eigene Internetseite seit dem 1. April 2009 nur noch von zahlenden Mitgliedern zu hören.
Radio Herz finanzierte sich ausschließlich über Mitgliedsbeiträge und Spendengeldern. Der Internetseite war ein Chatraum angeschlossen, in dem die Moderatoren bei Live-Sendungen direkt angesprochen werden und Musikwünsche geäußert werden konnten.